# Elecciones judiciales del Estado de Georgia de 2024
El 21 de mayo se disputaron cuatro asientos en la Corte Suprema de Georgia para un mandato de seis años. De estos cuatro, sólo el escaño ocupado por Andrew Pinson fue disputado por el exmiembro demócrata de la Cámara de Representantes de Estados Unidos, John Barrow. Los jueces Michael Boggs, John Ellington y Nels Peterson no tuvieron oposición para la reelección.
También se celebraron elecciones para siete escaños en el Tribunal de Apelaciones de Georgia; de estos siete, solo el escaño ocupado por la jueza M. Yvette Miller (que decidió no presentarse a la reelección) fue disputado entre Jeff Davis y Tabitha Ponder. Los jueces Stephen Dillard, Ken Hodges, Benjamin Land, Amanda Mercier, Brian Rickman y Jeffrey Watkins no tuvieron oposición para la reelección.
Desde 1896, los jueces de la Corte Suprema y los jueces del Tribunal de Apelaciones han sido elegidos directamente en elecciones estatales. En 1983 las elecciones judiciales se hicieron no partidistas. Las elecciones para jueces estatales no partidistas se llevan a cabo en la fecha de las primarias legislativas desde 2012, y anteriormente se celebraban en la boleta de las elecciones generales en noviembre durante los años pares.

## Tribunal de apelaciones

### Asiento de Miller
La jueza M. Yvette Miller, quien fue designada en 1999 por el gobernador demócrata Roy Barnes, se retiró, lo que dejó vacante el puesto. El candidato conservador Jeff Davis derrotó a la candidata liberal Tabitha Ponder con el 57,0% de los votos.

#### Resultados

Resultados finales por condado:

Resultados finales por condado:

|  | 57.02 % |

|  | 42.98 % |

|  | 100 % |

### Otros asientos

#### Asiento de Dillard
|  | 100 % |

|  | 100 % |

#### Asiento de Hodges
|  | 100 % |

|  | 100 % |

#### Asiento de Land
|  | 100 % |

|  | 100 % |

#### Asiento de Mercier
|  | 100 % |

|  | 100 % |

#### Asiento de Rickman
|  | 100 % |

|  | 100 % |

#### Asiento de Watkin
|  | 100 % |

|  | 100 % |

## Corte Suprema

### Asiento de Pinson
El juez Andrew Pinson, quien fue designado en 2022 por el gobernador republicano Brian Kemp para suceder a David Nahmias, fue desafiado por el exmiembro demócrata de la Cámara de Representantes de Estados Unidos, John Barrow . Pinson derrotó a John Barrow con el 55,0% de los votos.
Pinson tuvo un muy buen desempeño a nivel estatal, más notablemente en Metro Atlanta, mientras que Barrow tuvo un buen desempeño en el distrito 12 del Congreso de Georgia, donde solía representar en la Cámara de Representantes . A pesar del margen, el resultado fue la elección bipartidista más competitiva para la Corte Suprema desde 2020, cuando el titular Charlie Bethel derrotó a Beth Beskin por 52,2 a 47,8, así como la segunda más competitiva desde que las elecciones judiciales se hicieron no partidistas en 1983.

#### Respaldos
* Andrew Pinson
- Funcionarios Estatales:

- Brian Kemp, Gobernador.
- John F. King, Comisionado de Seguros de Georgia.
- Organizaciones:

- Cámara de Comercio de Georgia.
 * John Barrow
- Organizaciones:

- Planned Parenthood en el sudeste
- Reproductive Freedom for All.
- Fair Fight Action.

#### Resultados
|  | 54.98 % |

|  | 45.02 % |

|  | 100 % |

#### Antecedentes
John Barrow hizo campaña previamente en 2019 y 2020 para suceder al juez retirado Robert Benham, pero la elección fue cancelada por el nombramiento de Carla Wong McMillian por parte de Kemp para cubrir el mandato restante de Benham. Barrow también hizo campaña para suceder a Keith R. Blackwell en 2020, pero esa elección fue cancelada de manera similar por el nombramiento de Shawn Ellen LaGrua por parte de Kemp, y nuevamente con el nombramiento de Verda Colvin para suceder al juez retirado Harold Melton en 2021.  Finalmente, en 2022, Kemp canceló una posible elección al nombrar a Pinson para suceder a Nahmias.   Barrow, junto con su compañera candidata Beth Beskin, presentó una demanda sin éxito en un tribunal estatal para impugnar la ley que permite la cancelación de elecciones judiciales tras el nombramiento de LaGrua. 

### Otros asientos

#### Asiento de Boggs
|  | 100 % |

|  | 100 % |

#### Asiento de Ellington
|  | 100 % |

|  | 100 % |

#### Asiento de Peterson
|  | 100 % |

|  | 100 % |